# Dania Kambly
Dania Kambly (* 1984/1985; heimatberechtigt in Zürich) ist eine Schweizer Managerin, seit 2024 ist sie Verwaltungsratspräsidentin des Gebäckherstellers Kambly SA.

## Leben

### Herkunft, Ausbildung
Dania Kambly ist als Einzelkind von Oscar A. Kambly III und seiner Frau Ursula Kambly-Kallen in Emmenmatt aufgewachsen. Sie schloss ihre Matura 2003 am Gymnasium Burgdorf ab. Sie studierte Physik an der EPFL und promovierte an der Universität Genf mit einer Arbeit unter dem Titel "Counting statistics in interacting nano-scale conductors".

### Karriere
Sie ist seit 2011 Mitglied des Verwaltungsrates der Firma Kambly, seit 2024 präsidiert sie diesen.

### Privates
Ihr Mann Nils Kambly ist ebenfalls promovierter Physiker, sie lernten sich während dem Studium an der EPFL kennen und er hat ihren Familiennamen angenommen. Er arbeitet seit 2017 bei der Firma Kambly, seit 2019 ist er Mitglied der Geschäftsleitung und leitet diese seit 2020. Sie haben zusammen zwei Söhne.